# Stadtgarten (Schwäbisch Gmünd)

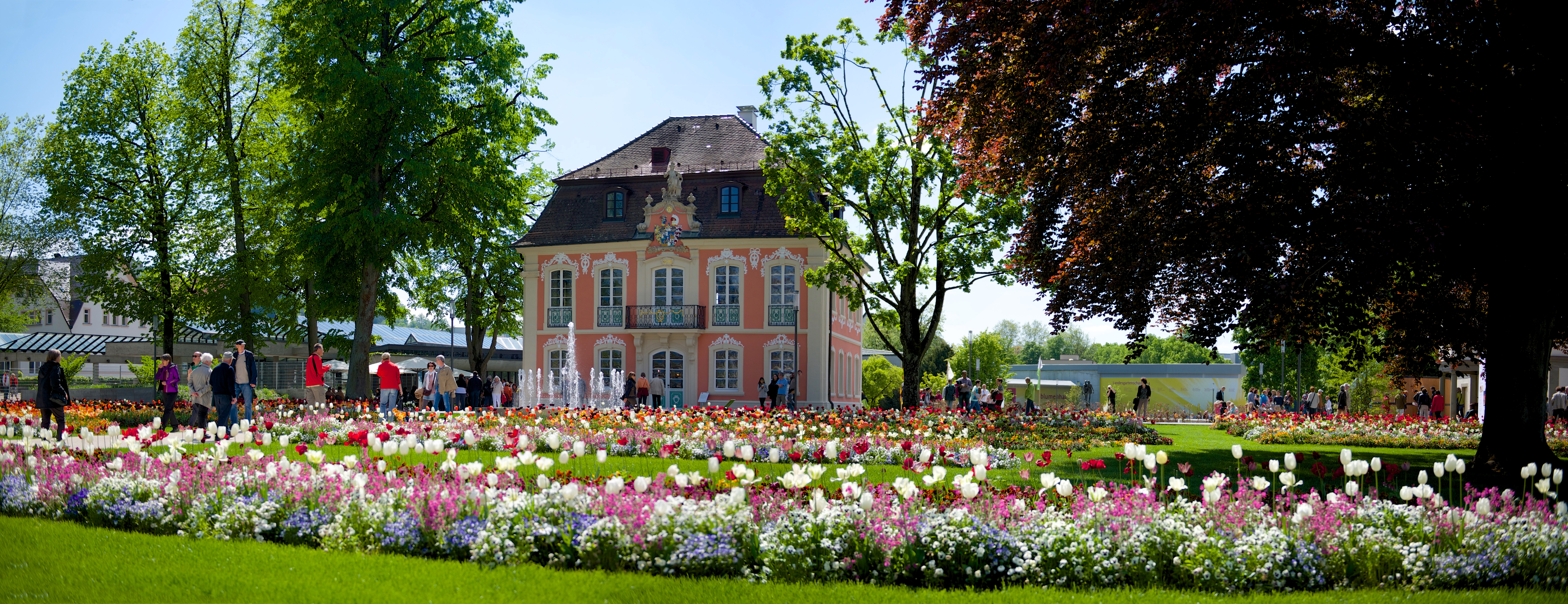
Stadtgarten von Osten mit Stahlschem Schlösschen

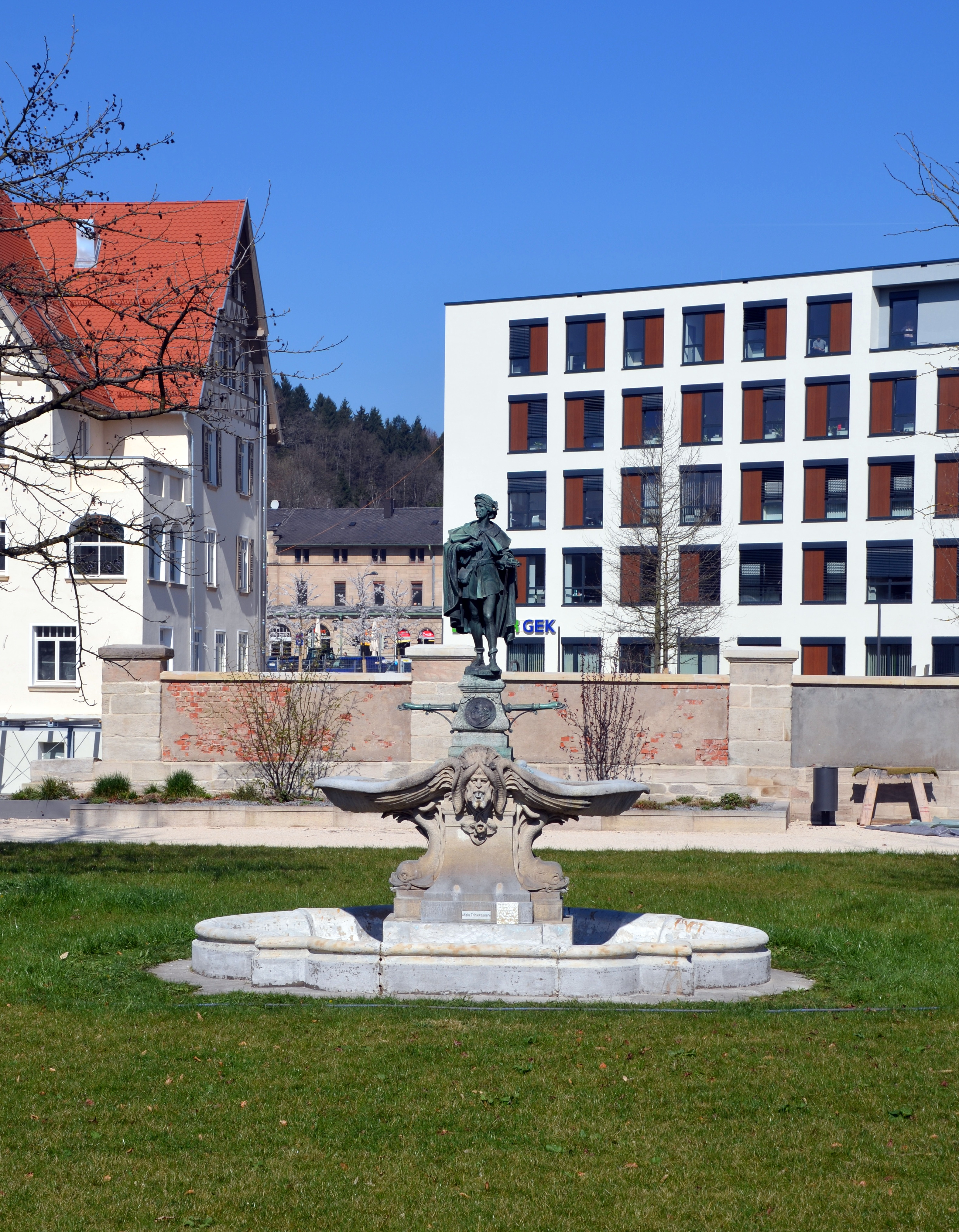
Geigerbrünnele von Wilhelm Widemann

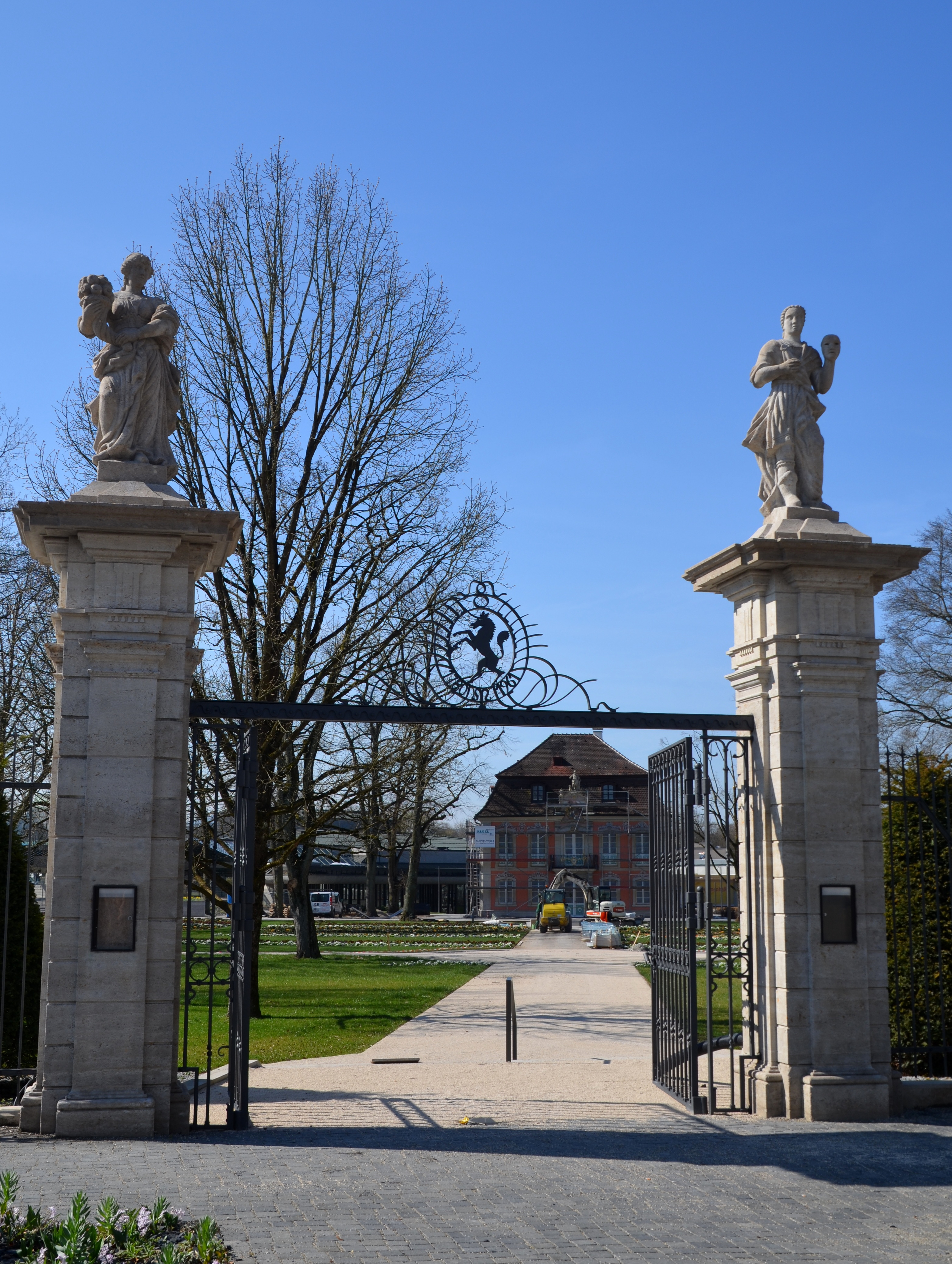
Osteingang mit Figuren von Jakob Wilhelm Fehrle

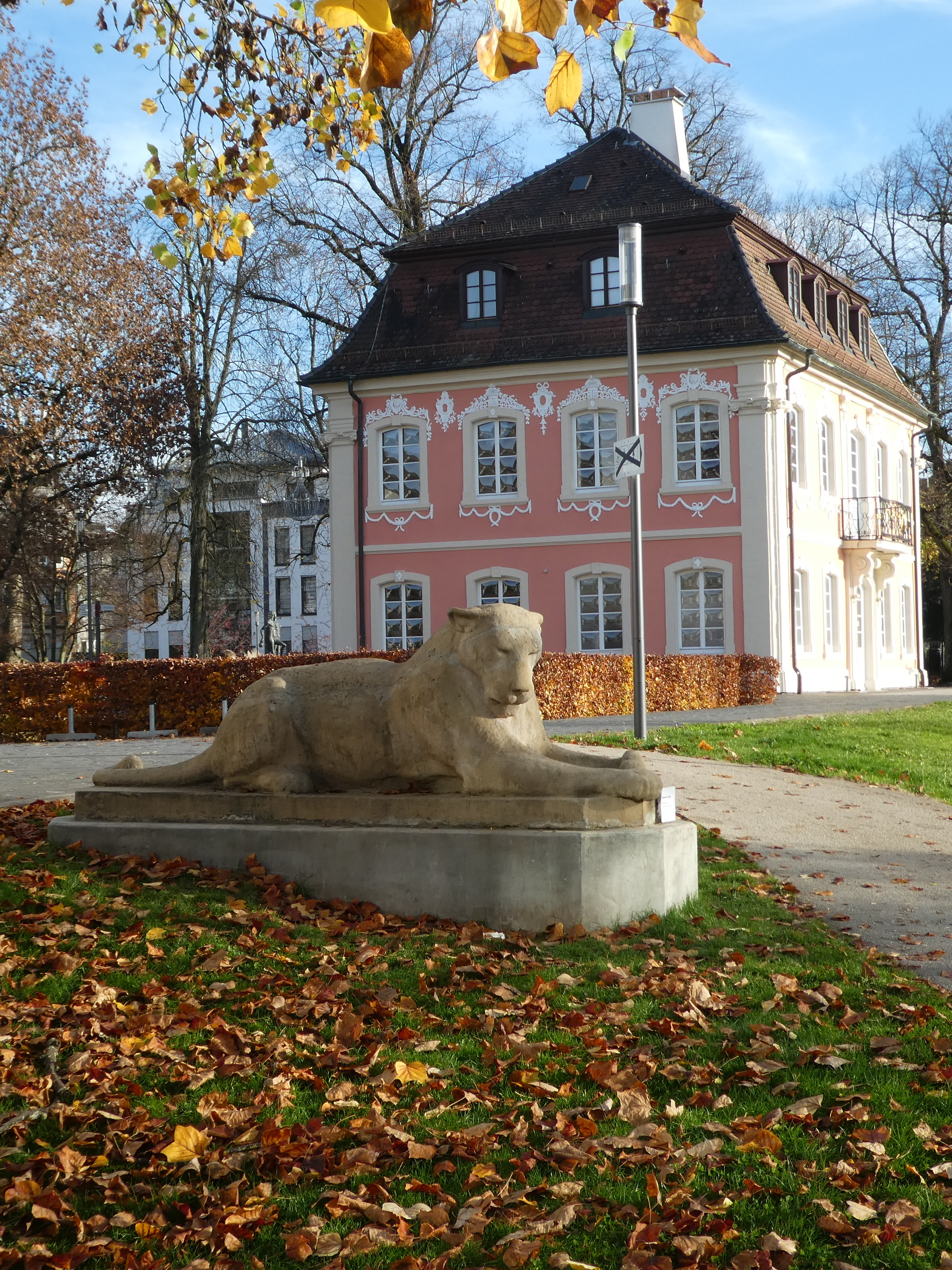
Ruhende Löwin von Eugen Ferdinand Greiner, im Hintergrund das Stahlsche Schlösschen

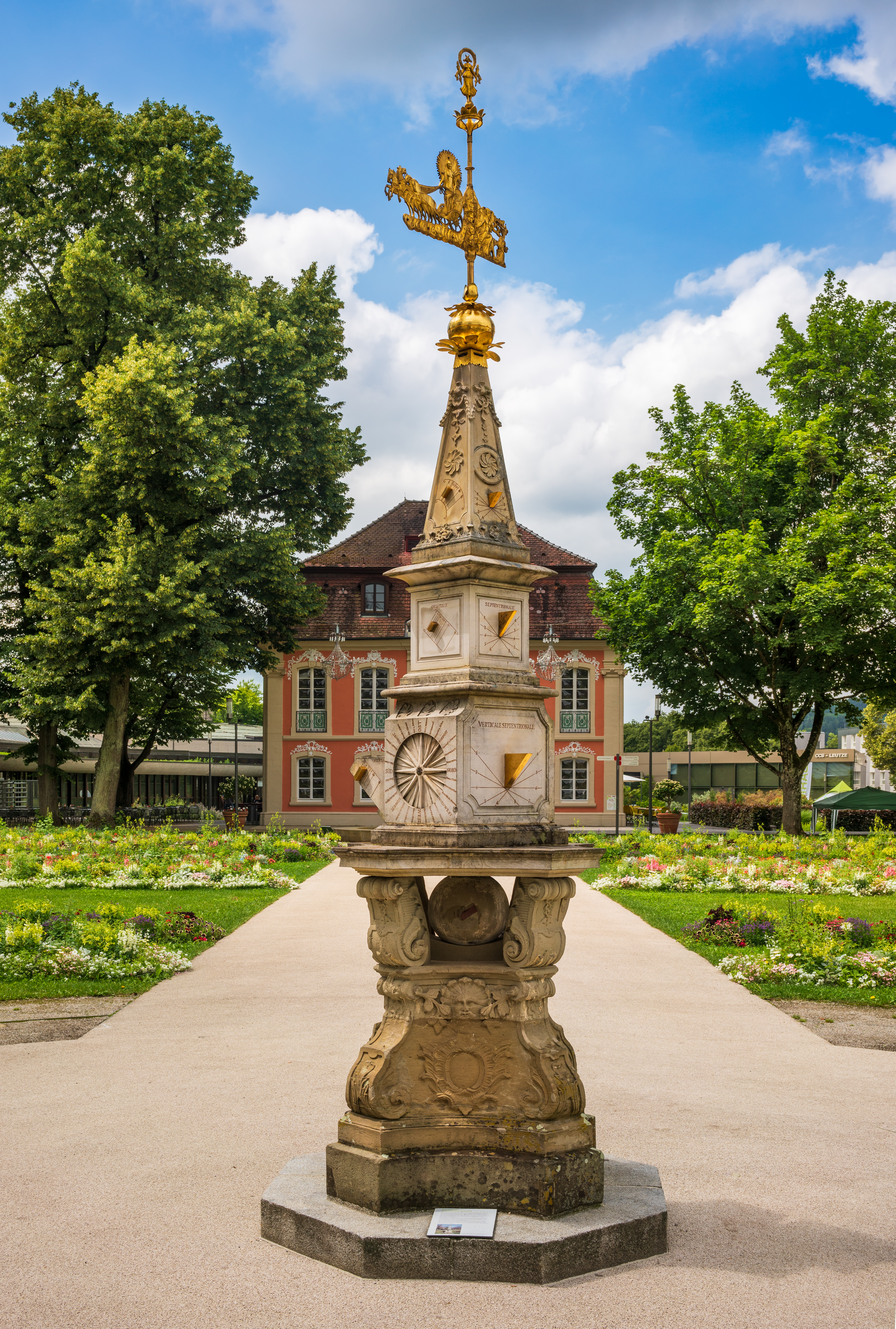
Die Sonnenuhrpyramide, im Hintergrund das Stahlsche Schlösschen

Der Stadtgarten ist ein Parkareal am Rand der Altstadt von Schwäbisch Gmünd. Dieses beherbergt das Stahlsche Schlösschen sowie das Kongresszentrum der Stadt CongressCentrum Stadtgarten (CCS).

## Park
Der Stadtgarten unterteilt sich in einen östlichen, oberen Stadtgarten, der den historischen Teil umfasst, sowie einen jüngeren, westlichen Teil, auch unterer Stadtgarten genannt. 2014 wurde der Stadtgarten in die in Schwäbisch Gmünd stattfindende Landesgartenschau eingebunden.
Der Park wurde 1779 anstelle von Gärten und Äckern durch den späteren Bürgermeister der Stadt Georg Franz Stahl Edler von Pfeilhalden in 16 Feldern angelegt. Er verfügte über Gewächshäuser, einen Pavillon und Springbrunnen. Des Weiteren war der Park mit heute nicht mehr erhaltenen, für diese Zeit dort ungewöhnlichen Plastiken aus Terrakotta ausgestaltet. 1885 ging das Areal an den Fabrikanten Gustav Hauber, wodurch der lange geläufige Name Hauberscher Garten geprägt wurde. Anstelle der Orangerie entstand 1889 das Gebäude Am Stadtgarten 2. 1898 ging das Areal schließlich in städtischen Besitz über. Zur barocken Anpflanzung zählte zumindest eine Nordmanntanne aus dem Kaukasus, eine Douglastanne, ein Tulpenbaum sowie eine Zypresse oder ein Lebensbaum aus Nordamerika, eine Blaufichte sowie ein Gelbbuntblättriger und ein Weißbuntblättriger Eschenahorn aus Amerika, eine Gleichfarbige Tanne aus Kalifornien, eine Oesterreichische Schwarzkiefer, ein Virginischer Wacholder, eine Paulownie aus Japan, eine Magnolie aus Ostasien, eine Türkenkirsche oder Blutpflaume aus dem Orient, eine Mandelkirsche aus China sowie eine Bluthaselnuss aus Südeuropa.
Im Stadtgarten befinden sich zudem verschiedene Kunstdenkmäler: Die Sonnenuhrpyramide befindet sich seit 1994 wieder im Stadtgarten. Sie wurde ursprünglich 1770 gefertigt und stand bis 1810 im Stahlschen Garten. Später gehörte sie verschiedenen Gmünder Bürgern. Erneuerungen wurden 1956/57 sowie 1991 vorgenommen. Ersetzte Teile sind heute im Stadtmuseum im Prediger erhalten. Sie wird als Gelehrtenstück sowie Spiel- und Unterhaltungsinstrument sowie gleichzeitig als Altertumsliebhaberstück aufgefasst, und somit als Sinnbild für das Wesen der Gmünder Oberschicht zur Zeit ihrer Entstehung. Das Geigerbrünnele ist ein von Wilhelm Widemann entworfener, achtstrahliger, neubarocker Brunnen, der das Geigerle von Gmünd zum Thema hat. Er wurde 1906 durch den Künstler der Stadt zum Geschenk gemacht und 1991/92 erneuert. Ein weiteres Kunstdenkmal ist eine ruhende Löwin von 1928. Dieser wurde von Eugen Ferdinand Greiner geschaffen. Die barocken Figuren am Gartentor wurden 1962 nach Modellen von Jakob Wilhelm Fehrle erstellt.

## Stahlsches Schlösschen
Das Stahlsche Schlösschen (auch Rokokoschlösschen genannt) wurde 1780 nach Plänen des Gmünder Stadtbaumeisters Johann Michael Keller im Auftrag von Georg Franz Stahl Edler von Pfeilhalden erbaut, der dieses seiner Frau zum Geschenk machte. In der Zeit häufigen Besitzerwechsels, spätestens unter Hauberschem Besitz ab 1885 wurde das Gebäude gastronomischer Nutzung zugeführt. 1926 sowie 1956 bis 1958 kam es zu umfangreicheren Instandsetzungsmaßnahmen. Auch heute dient das Schlösschen gastronomischer Nutzung.
Wie der Alternativname andeutet, handelt es sich um ein Rokokobauwerk. Das gesamte Bauwerk ist von feingliedrigem Rokokokunsthandwerk geprägt. Die Thematik der umfangreichen künstlerischen Gestaltung ist aus Vergils Aeneis und Ovids Metamorphosen entnommen. Als Stuckateur wird der bereits 1776 bis St. Leonhard für Keller tätige Lauretin Hieber angenommen.

## Kongress- und Veranstaltungszentrum
An den Stadtgarten angrenzend und dessen Namen tragend befindet sich heute das CongressCentrum Stadtgarten CCS. 1898/99, nachdem der Stadtgarten in die städtische Hand fiel, wurde der Stadtgarten als Veranstaltungsort mit mehreren Sälen und Pavillons errichtet. Nach mehreren Umbauten wurde das Ensemble 1980 abgebrochen und durch einen Neubau ersetzt. Heute ist das CongressCentrum Stadtgarten ein Veranstaltungsort vielfältiger Veranstaltungen von Messen über Konzerte bis hin zu Parteitagen.

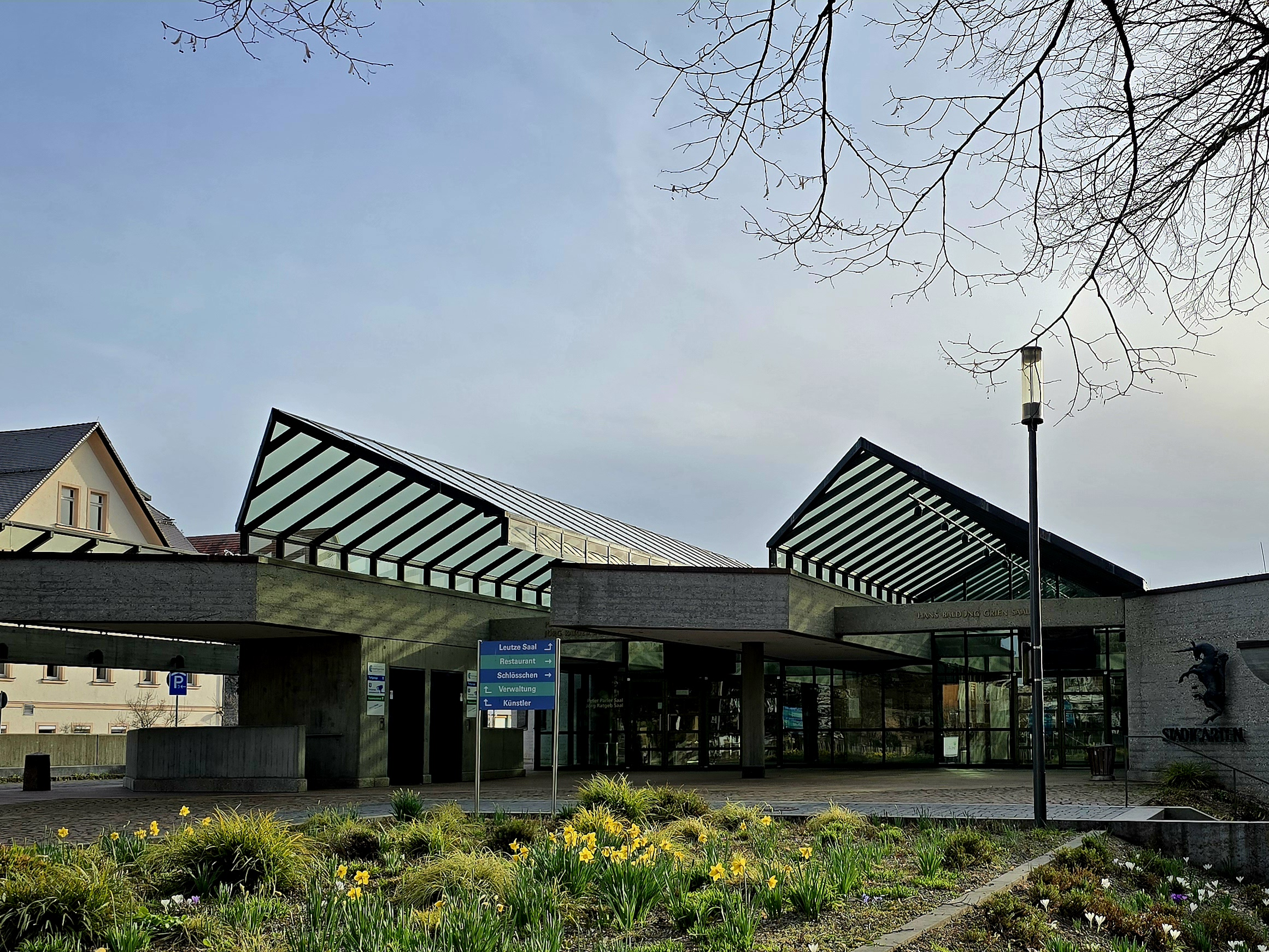
CCS Gmünd Eingangsbereich
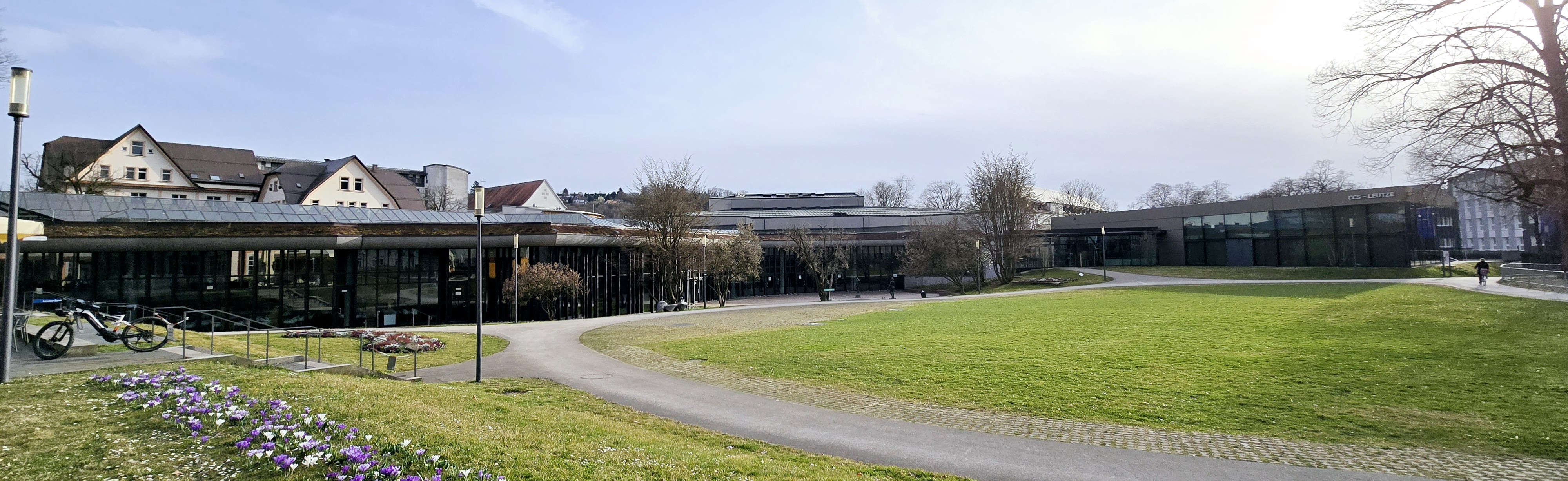
CCS Schwäbisch Gmünd

## Trivia
Im Jahr 1984 zierte das CCS eine Seite der Medaille der Gmünder Sportlerehrung. 
Das Rokokoschlösschen war 1990 das Fasnetsabzeichen im Gmünder Fasching.

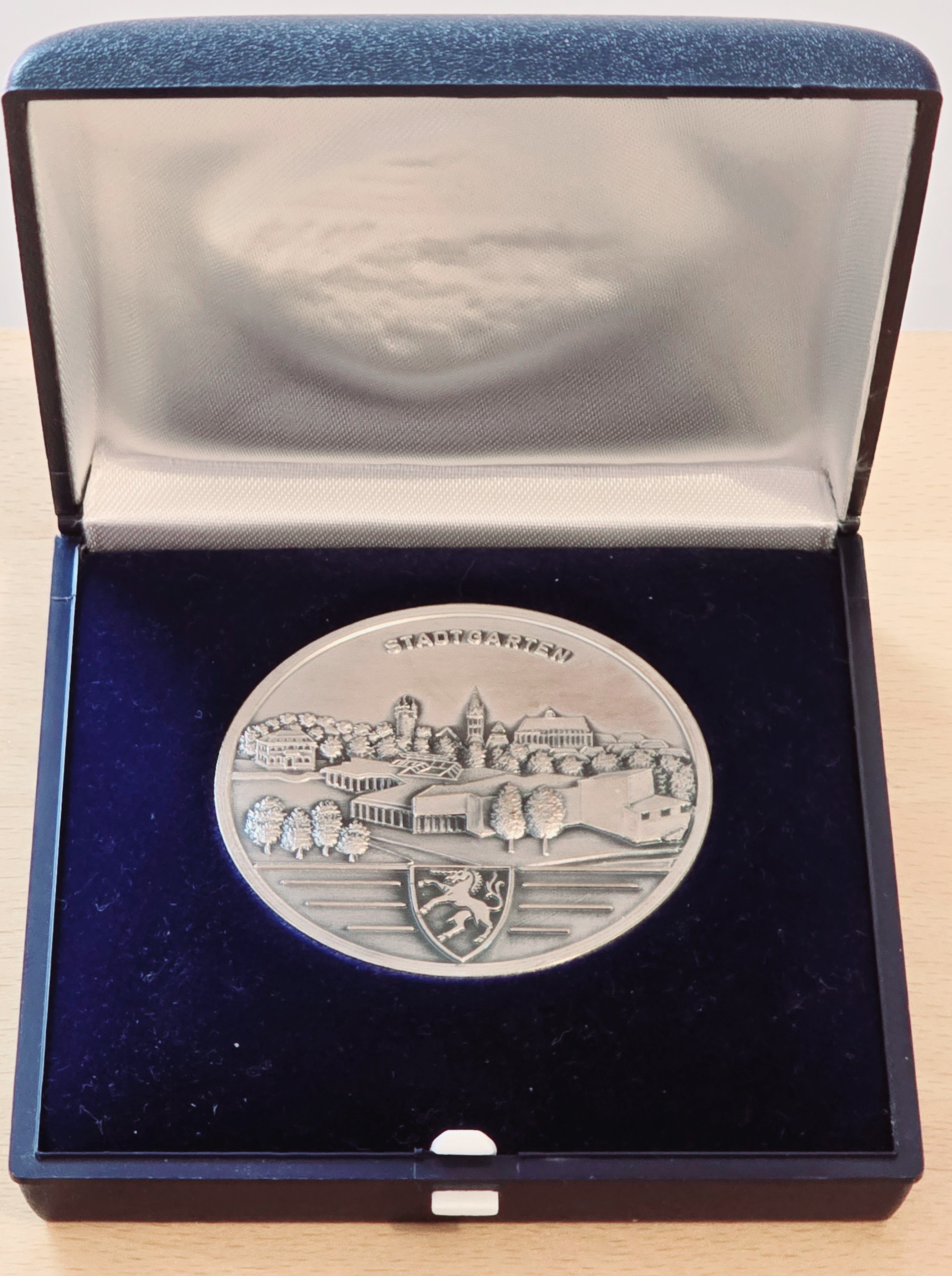
Medaille der Gmünder Sportlerehrung 1984
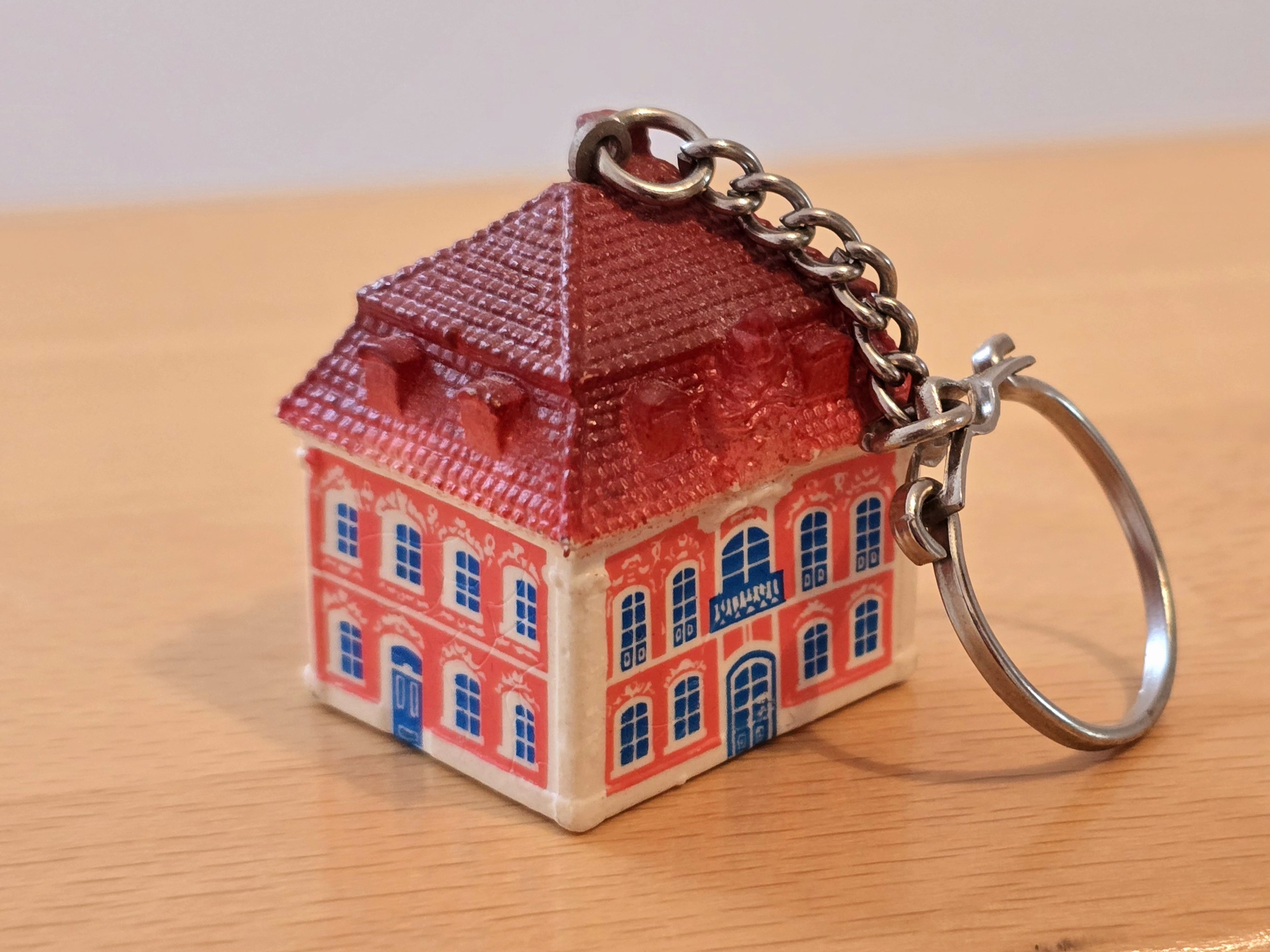
Rokokoschlösschen als Fasnetsabzeichen 1990